# Zachary Carter
Zachary Carter (Tampa, Florida, 7 de abril de 1999) es un jugador profesional estadounidense de fútbol americano, se desempeña en la posición de defensive tackle en Cincinnati Bengals, en la National Football League (NFL).

## Carrera
Fue seleccionado en la tercera ronda en la Reunión Anual de Selección de Jugadores de la NFL de 2022. Hizo su debut profesional con el equipo Cincinnati Bengals, donde lleva jugando dos temporadas.